# 밀라노 친투라선
밀라노 친투라선(이탈리아어: linea di cintura di Milano)은 이탈리아 밀라노의 교외 지역을 지나는 반원형의 철도 노선이다. '친투라'는 이탈리아어로 허리띠 (벨트)를 뜻하며, 밀라노 시로 모이는 철도 노선과 밀라노 중앙역을 연결한다.
20세기 초 밀라노 일대 철도노선 정리사업의 일환으로 건설되었으며 1931년 개통되었다. 과거 밀라노 주위를 원형으로 에워쌌던 순환철도를 대체하였으며, 오늘날 이 순환철도는 친투라 수드선 (남쪽벨트선)에 한하여 친투라선의 일부로 운행이 이루어지고 있다. 

## 역사

1914년과 1931년 사이에 시행된 변화에 따른 밀라노 철도 교차로 지도

1906년 밀라노 철도역의 이전과 정리사업이 처음 계획되면서 지금의 노선을 갖추게 되었다. 이전까지는 밀라노 시를 한바퀴 두르는 완전한 순환노선이 구축되어 있었는데 서쪽으로는 밀라노 포르타 제노바역을 지나 포르타 셈피오네 화물기지로 연결되고, 거기서 토리노-밀라노선, 밀라노-키아소선, 옛 밀라노 중앙역 (지금의 레푸블리카 광장을 통과)로 이어졌다. 여기서 베네치아로 향하는 노선과 남쪽으로 향하는 노선으로 다시 갈라졌으며, 거기서 다시 제노바/볼로냐행 노선이나 현존하는 남부지선으로 갈라져 포르타 로마나 화물기지로 이어졌다. 
이러한 노선 구조는 도시개발의 걸림돌이 되는 것으로 여겨지면서 밀라노 중앙역을 새로 구상, 도심에서 다소 떨어진 선로를 통해 키아소, 베네치아, 토리노행 노선을 잇는 선형으로 신설노선이 계획되었다. 동시에 포르타 셈피오네 화물기지는 폐쇄하고 베네치아행 노선에 자리한 밀라노 스미스타멘토역으로 대체하기로 하였다.  
1914년 밀라노 중앙역 신축 공사가 시작되었으며 1915년에는 기존 순환선에 연결되어 람브라테와 밀라노 체르토사를 연결, 키아소행 노선과도 연결이 되었다. 제1차 세계 대전으로 공사가 잠시 중단된 이후 1931년 전 철도구간이 개통되었다. 중앙역의 준공과 더불어 기존 중앙역을 철거하고, 옛 중앙역 근처에는 밀라노 포르타 누오바역이라 부르는 도심 철도역이 신설되었다. 로고레도와 람브라테 방면의 연결노선, 밀라노 포르타 제노바 / 포르타 셈피오네 / 토리노행 노선은 폐쇄되었다.

## 같이 보기
- 밀라노 친투라 수드선
- 밀라노 산 크리스토포로역
- 밀라노 포를라니니역